# LGA 1156
LGA 1156 (Socket H/Socket H1)是英特爾公司於2009年推出的處理器插座，搭配Nehalem或Westmere架構Intel Core i3、i5及i7，讀取速度比LGA 775高。LGA 1156和LGA 1366都是用來取代LGA 775。同時搭載該插座的主機板只剩下南橋晶片。
LGA 1156及LGA 1366產品於2012年正式停產。

## 取代
2011年，Intel推出LGA 1155搭配Sandy Bridge微架構處理器取代LGA 1156，兩者互不相容，LGA 1156的壽命僅有一年。

## 支援的晶片組
- Intel P55、H55、H57